# Volusiano de Tours
Volusiano (Volusianus em latim) foi um franco nomeado bispo de Tours na Alta Idade Média. Em seu matrimônio deu as mais profundas provas da paciência, resignação e abnegação cristã ao conviver com uma megera. Suas reconhecidas virtudes o fizeram ser escolhido o sétimo bispo de Tours, de 488 d.C. à 496 d.C. Pertencia a uma rica e piedosa família senatorial romana e era parente próximo do seu antecessor São Perpétuo de Tours e também de São Ruricius de Limoges. Ele foi deposto de seu bispado pelos hereges visigodos, adeptos do arianismo, nas lutas travadas contra o rei católico Clóvis I. Assim, Volusiano foi exilado em Toulouse, sendo lá martirizado por decapitação. Frente ao iminente assalto dos visigodos a Tours, Volusiano escreveu uma carta ao seu parente, o bispo São Ruricius, temeroso frente a morte quase certa, ao que São Ruricius respondeu: «timere hostem non debet extraneum qui consuevit sustinere domesticum», isto é, "o estranho inimigo não deves temer se já a muito suportas com um inimigo conviver". São Volusiano é comemorado em 18 de janeiro. Ele também é o patrono da cidade de Foix onde seus restos mortais estão sepultados